# 行銷管理

層層上傳式的行銷管理

行銷管理（Marketing Management），根據1985年美國行銷學會（AMA, American Marketing Association）的定義，乃是一種分析、規劃、執行及控制的一連串過程，藉此程序以制訂創意、產品或服務的觀念化、訂價、促銷與配銷等決策，進而創造能滿足個人和組織目標的交換活動。

## 行銷的範疇
通常會將行銷（marketing）的任務視為創造、推廣及傳送商品與服務給消費者和企業機構。根據Philip Kotler在其所著的《行銷管理》認為行銷人員的标的物有10種類型：
- 商品（goods）
- 服務（service）
- 經驗（experience）
- 事件（event）
- 人物（person）
- 地方（place）
- 所有權（property）
- 組織機構（organization）
- 資訊（information）
- 理念（idea）

## 最新进展
AMA（American Marketing Association）于1950年曾將行銷定義為「將生產者的物品與服務帶給消費者或使用者的商業活動」，隨著時代演進，该学会又于2004年將行銷重新定義為「行銷是創造、溝通與傳送價值給客戶，及經營顧客關係以便讓組織與其利益關係人受益的一種組織功能與程序」。

## 另見
- 行銷學
- 市场营销
- 行銷科技